# Lucien Cayeux
Lucien Cayeux, född 26 mars 1864 i Semousies, departementet Nord, död 1 november 1944, var en fransk geolog.
Cayeux tjänstgjorde efter universitetsstudier i Lille först vid Frankrikes geologiska undersökning samt vid École des Mines och vid École nationale des ponts et chaussées samt blev 1900 professor i mineralogi och geologi vid Institut national agronomique och slutligen även vid Collège de France.
Cayeux ägnade sig särskilt åt de sedimentära bergarternas petrografi och utgav 1916 en synnerligen förtjänstfull handbok i detta ämne. År 1897 hade han i sin doktorsavhandling utförligt och tydligt framställt sin (redan tidigare uttalade) åsikt om att skrivkritan, som man tidigare varit böjd att anse som en djuphavsbildning, analog med globigerinidaslammet i nutida hav, är en bildning från ganska grunt vatten, 200-300 meter eller mindre.